# Cá nheo sông Amur
Cá nheo sông Amur, tên khoa học Silurus asotus, là một loài cá da trơn thuộc họ Siluridae. Nó là một loài cá nước ngọt lớn được tìm thấy tại Đông Á và tại Nhật Bản. Thích con sông chảy chậm, hồ, kênh mương thủy lợi. Ấu trùng S. asotus có ba cặp râu (một hàm trên, hai hàm dưới), trong khi cá trưởng thành chỉ có hai cặp (một hàm trên, hàm dưới một); cặp thứ hai của râu hàm dưới bị thoái hóa. Loài này phát triển đến chiều dài 130 cm (51 inch).